# Donatia fascicularis
Donatia fascicularis är en tvåhjärtbladig växtart som beskrevs av J.R. Forster och G. Forster. Donatia fascicularis ingår i släktet Donatia och familjen Stylidiaceae. Inga underarter finns listade i Catalogue of Life.

## Bildgalleri

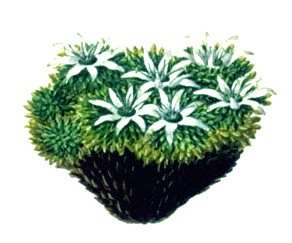